# Джудит Халберстам
Джудит Халберстам (на английски: Judith Halberstam, родена 15 декември 1961) е постмодернистка литературна теоретичка , професор по англицистика и директор на Центъра за феминистки изследвания към Университета на Южна Калифорния. Преди да се присъедини към УЮК тя е доцент в департамента по литература на Калифорнийския университет в Сан Диего. В широк културен смисъл тя има приноси към джендър и куиър теорията. Халберстам е участник в драг-кинг общността под името Джак Халберстам. Тя се присъединява към университета Дюк през 2007.
Халберстам основно се фокусира около въпроса за женската мъжественост и е публикувала книга със заглавие на името на концепцията. Някои куиър изследователи приемат, че нейната книга затвърждава хетеросексуалността и е традиционализираща джендър ролите, и се опитва да дефинира концепция за „женственост“. Други защитават нейната работа като основополагаща в куиър теорията, където тя се фокусира върху проблема дали мъжествеността трябва да бъде изключително и само присъща на мъжката област. В резултат от това работата на Халберстам предизвиква широки, обострени дебати.